# Herrevad kloster
Herrevad (før 1658 dansk: Herrevad Kloster) var et kloster i Skåne beliggende ved Rönne å ca. 40 km øst for Helsingborg. Klostret blev grundlagt af ærkebiskop Eskil 1144 som Danmarks første cistercienserkloster. Det var munke fra Herrevad, som oprettede Tvis kloster ved Holstebro og Løgum Kloster i Sønderjylland.
Efter reformationen blev de sidste munke boende til 1565. Derefter blev klosteret omdannet til slot. I 1658 overtog den svenske konge ejendommen og bl.a. anvendt som svensk militærbase. Det var på Herrevad, at Tycho Brahe så sin Stella nova i 1572. Bygningerne fungerer i dag som klosterlogi og restaurant.